# قائمة مساجد إسطنبول
تحتوي إسطنبول على عدد كبير من المساجد ففي عام 2007 كان هناك 2944 مسجد نشط في إسطنبول.

## القائمة
- آيا صوفيا.[2]
- مسجد تقسيم.
- جامع أورطاكوي.
- جامع السلطان أحمد.
- جامع السليمية.
- جامع النصرتية.
- جامع اهي جلبي.
- جامع ايازما.
- جامع دولما بخشة.
- جامع رستم باشا.
- جامع زيرك كليسة.
- جامع فيروز آغا.
- جامع قلج علي باشا.
- جامع قلندرخانة.
- جامع ملا جلبي.
- جامع يلدز.
- جامع زال محمود باشا.
- جامع العرب.
- جامع بيلر بي.
- جامع الفاتحية.
- جامع شب صفا خاتون.
- جامع آيا صوفيا الصغير.
- جامع يني والدة.
- جامع شمسي باشا.
- جامع سنان باشا.
- جامع تشامليجا.
- جامع السلطانة الأم برتفنيال.
- جامع مهرماه سلطان.
- جامع مهرماه سلطان في أسكدار.
- جامع أيوب سلطان.
- جامع شاه زاده.